# G7-Gipfel in Bonn 1985

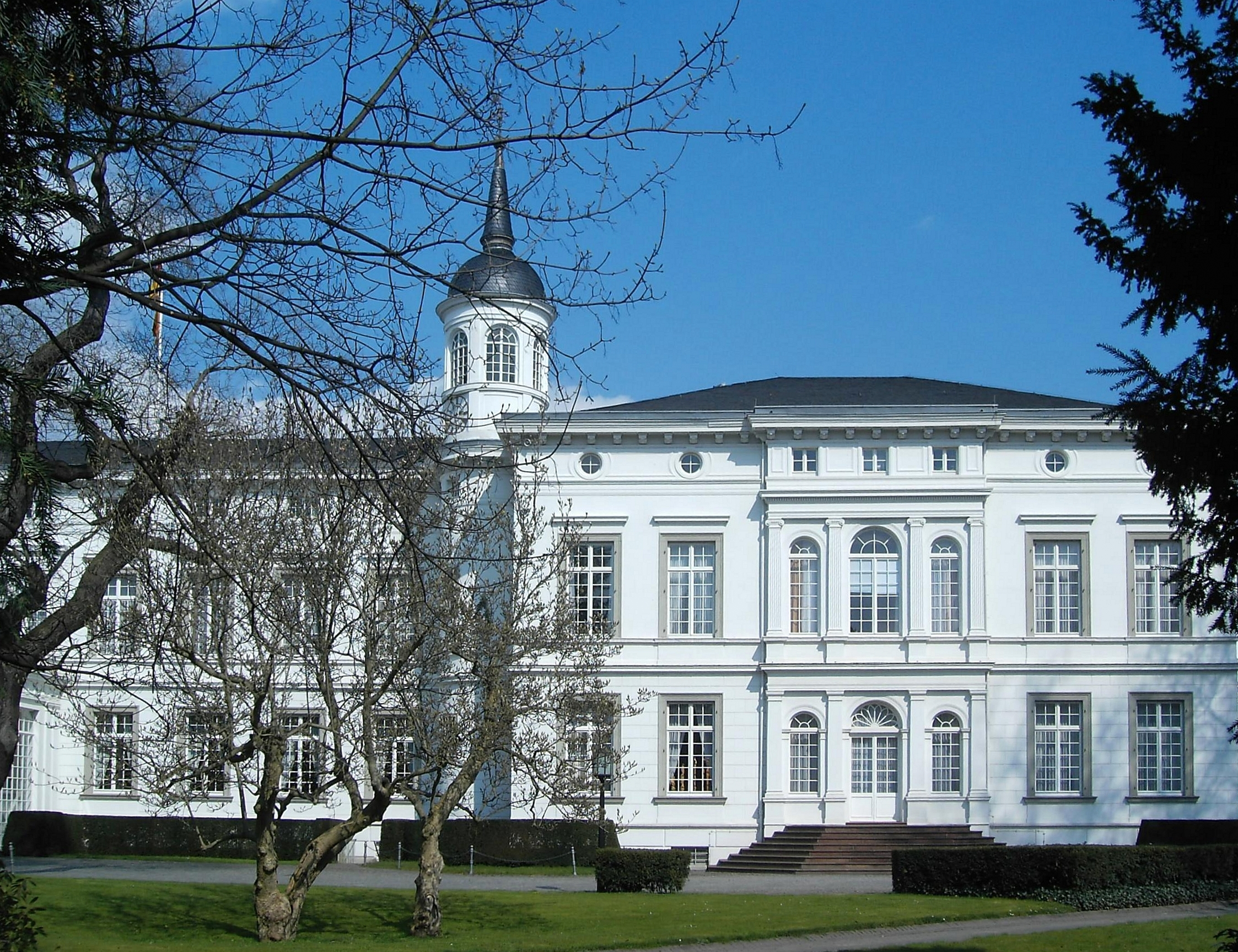
Palais Schaumburg

Der G7-Gipfel in Bonn 1985 war das 11. Gipfeltreffen der Regierungschefs der Gruppe der Sieben. Das Treffen fand unter dem Vorsitz des deutschen Bundeskanzlers Helmut Kohl vom 2. bis 4. Mai 1985 im Palais Schaumburg statt und war, nach 1978, das zweite in Deutschland und Bonn.

## Teilnehmer
| Bundesrepublik Deutschland     | Helmut Kohl         |
| Frankreich                     | François Mitterrand |
| Italien                        | Bettino Craxi       |
| Japan                          | Yasuhiro Nakasone   |
| Kanada                         | Brian Mulroney      |
| Vereinigte Staaten von Amerika | Ronald Reagan       |
| Vereinigtes Königreich         | Margaret Thatcher   |
| Europäische Union              | Jacques Delors      |

## Agenda
- Wachstum und Beschäftigung
- Beziehung zu den Entwicklungsländern
- Multilaterales Handelssystem und internationales Währungssystem
- Umweltpolitik
- Zusammenarbeit in Wissenschaft und Technologie